# Valdomar
Valdomar (llamada oficialmente San Xoán de Baldomar) es una parroquia española del municipio de Begonte, en la provincia de Lugo, Galicia.

## Organización territorial
La parroquia está formada por una entidad de población:
- Aldea (A Aldea)

## Demografía
| Gráfica de evolución demográfica de Valdomar entre 2000 y 2019 |
|                                                                |
| Datos según el nomenclátor publicado por el INE.               |